# اورونوگو (میزوری)
اورونوگو (به انگلیسی: Oronogo) یک شهر در ایالات متحده آمریکا است که در شهرستان جاسپر، میزوری واقع شده‌است. اورونوگو ۶٫۵۳ کیلومتر مربع مساحت و ۲٬۳۸۱ نفر جمعیت دارد و ۲۸۰ متر بالاتر از سطح دریا واقع شده‌است.